# Incest
Incest (z latinského incestus – nečistý, hříšný), zastarale krvesmilstvo, je sexuální aktivita mezi blízkými příbuznými. Incest je a byl v naprosté většině současných i historických kultur považován za tabu a zakázán. Naopak u přírodně (prvobytně pospolně) žijících kmenů je incest poměrně častou praktikou, která je však i tu často společensky upravována a regulována. U našich biologických předchůdců šlo – a u většiny primátů jde – o běžný a přirozený jev (zde je však na místě užívat spíše výrazu inbreeding[zdroj?]). Přesná definice tohoto termínu je však v různých kulturách různá, protože se liší i definice výrazů „sexuální aktivita“ a „blízký příbuzný“. V některých kulturách se blízký příbuzný definuje jen porodem, v jiných se za blízké příbuzné považuje i dítě adoptované nebo získané sňatkem, podle šaríe i osoba kojená stejnou ženou.

Legalita incestu ve světě:
Legální
Ilegální (trestáno vězením) pouze pro heterosexuální styky, pro homosexuální styky legální
Ilegální pouze v případě způsobení veřejného skandálu
Ilegální (trest odnětí svobody)
Ilegální (až doživotní vězení)
Ilegální (trest smrti)

K incestu může dojít jak mezi sourozenci, tak mezi rodičem a jeho potomkem. Může se udát mezi osobami různého i stejného pohlaví.
Ve většině národů západní civilizace a v jimi kolonizovaných národech je poměr mezi blízkými pokrevními příbuznými zločinem, i když i zde se definice blízkosti mění. V některých zemích (např. některé státy USA) jde o závažný žalovatelný trestný čin, v jiných[kde?] je to jen přečin a někde je incest zcela legální (např. Francie, Španělsko, Argentina).

## Věda

### Křížení u zvířat
U zvířat se příbuzenské křížení nazývá také příbuzenská plemenitba či inbreeding. Tyto výrazy v sobě na rozdíl od výrazu „incest“ nezahrnují kriminální význam.
Důsledkem inbreedingu je zvýšení četnosti homozygotů v populaci. Inbreeding může mít v závislosti na velikosti populace a počtu generací, v nichž k němu dochází, buď dobrý, nebo špatný vliv.
V přírodě mají zvířata odpor nebo naopak se přiklánějí k inbreedingu podle místních podmínek a okolností a podle evolučních trendů. U některých druhů (nejznámějšími jsou šimpanzi bonobo), je pohlavní styk, a to i mezi blízkými příbuznými, velmi častým jevem, prostředkem k usmíření nebo jen pozdravu.
Vzorce rodičovského chování spolu s hierarchickou strukturou skupin jedinců mnoha druhů efektivně inbreedingu zabraňují. Potomci samci například opouštějí matku zhruba ve stejné době, kdy dosahují pohlavní dospělosti.
Inbreeding se využívá při šlechtění nových plemen a odrůd k upevnění požadovaných znaků v populaci.

### Psychologie
Původem incestního tabu se zabývala celá řada psychologů, antropologů a sociologů, kteří na toto téma zveřejnili několik teorií, proč se vztah mezi příbuznými netoleruje. Téměř všechny se shodují v tom, že lidé cítí sexuální averzi k těm, se kterými vyrůstali, případně byli svědky jejich dětství. Pro rodiče je tak nepřijatelná představa sexu s dítětem, které viděl vyrůstat. Z toho plyne důležitá poučka pro kriminální psychologii, a to, že praví pedofilové se proto zpravidla nedopouštějí incestu na vlastních dětech.
Finský antropolog Edvard Westermarck prováděl rozsáhlé studie v izraelském kibucu, kde matky umisťují své děti krátce po narození do komunity ostatních dětí. Tyto děti jsou spolu od útlého dětství a přestože nemají žádný příbuzenský vztah, nikdy k sobě nepocítily sexuální náklonnost.
Opačného názoru byl Sigmund Freud, který tvrdil, že sklon k incestu je univerzální a každý ho má v sobě zakódovaný.

## Historie a kultura

### Incest v mytologii
Incest se vyskytuje v mýtech, sourozenci jsou například egyptští Osiris a Ísis nebo řecko-římští Zeus-Jupiter a Héra-Juno. Známý je zejména případ Oidipa, který se nevědomky ožení se svou matkou Iokasté.
Král Artuš zplodil syna Mordreda se svou polorodou sestrou Morgause nebo Morganou.

### Incest v Bibli
Zprávy o incestu poskytuje Bible, první konkrétně v Genesis ze Starého zákona. Kain měl se svojí sestrou a ženou Avanou syna Enocha. Další příklad je starozákonní patriarcha Abrahám a jeho žena Sára, kteří mají společného otce Teracha. Lot zplodil syny Moába a Ben-Amiho se svými dcerami, které ho kvůli tomu záměrně opily.

## Právo

### Incest v českém právu
Trestní zákoník č. 40/2009 Sb. v ustanovení § 188 hovoří o souloži mezi příbuznými v pokolení přímém (tj. děti, vnuci a vnučky, rodiče a prarodiče) nebo se sourozencem, kterou trestá trestem odnětí svobody až na tři roky.
Samotný pojem incest ovšem český právní řád neužívá. Podle výše zmíněného ustanovení trestního zákoníku je trestný ten, kdo vykoná soulož s příbuzným v pokolení přímém nebo sourozencem. Z hlediska sourozeneckého vztahu zákon nerozlišuje mezi sourozenci plnorodými a polorodými. Pojem polorodý sourozenec se nesmí zaměňovat za pojem nevlastní. Nevlastní sourozenci nemají žádného z rodičů pokrevně společného.
Určitý problém v souvislosti s tímto trestným činem vyvstává v případě soulože uskutečněné například mezi adoptivním otcem a jeho adoptivní dcerou. Vzhledem k tomu, že dané osoby nejsou krevně spřízněny, nehrozí tu případný zdravotní následek u potomstva. Je však otázkou, zda je tato skutečnost dostatečná k ospravedlnění či dokonce umožnění takovéhoto svazku. Pro naplnění skutkové podstaty trestného činu soulože mezi příbuznými je třeba vykonat soulož (nepostačí pouze pohlavní styk), proto je nutné dojít k závěru, že je chráněn pouze genetický kód, nikoliv morální hodnoty, a tedy v případě soulože mezi osvojitelem a osvojencem k naplnění skutkové podstaty trestného činu nedochází.
Pokud pojem incestu nebudeme vykládat tím nejužším způsobem, tedy že jde pouze o soulož mezi blízkými příbuznými, ale zahrneme pod tento pojem i další chování jako například sexuální zneužívání, stanou se tak pro případ incestu relevantní i jiná ustanovení trestního zákona. V této souvislosti lze zmínit trestný čin pohlavního zneužívání, trestný čin vydírání, trestný čin znásilnění či trestný čin ohrožování mravnosti.

### Incest v zahraničí
V USA se zákony liší stát od státu, v několika málo státech nehrozí žádný nebo malý postih, ale ve většině států jsou tresty přísné, v mnoha státech hrozí usvědčeným z incestu doživotí. Ve všech státech, kde je incest trestný, jsou za blízké pokrevní příbuzné považováni příbuzní v pokolení přímém a příbuzní v pokolení pobočném (neboli tzv. nepřímí příbuzní – sourozenci, synovci, neteře, strýcové a tety). Některé státy (např. Wisconsin) považují za incest i pohlavní styk s bratrancem či sestřenicí, a to i z druhého kolene.
V Austrálii byla v roce 2013 objevena komunita, vyvíjející se po 4 generace v incestním vztahu. Nalezené děti jsou mentálně i fyzicky poškozené.